# Го Ли, Мария
 Мария Го Ли  (кит.  婦郭李 瑪利, 1835 г., провинция Хэбэй, Китай — 7 июля 1900 г., провинция Хэбэй, Китай) — святая Римско-Католической Церкви, мученица.

## Биография
Во второй половине XIX века в Китае были сильные антихристианские настроения. Они достигли своего пика в 1899—1901 гг. во время восстания восстание боксёров, когда в Китае началось массовое преследование христиан.
7 июля 1900 года Мария Го Ли была убита повстанцами за исповедание своей христианской веры вместе со своими родными.

## Прославление
Мария Го Ли была беатифицирована 17 апреля 1955 года Римским Папой Пием XII и канонизирована 1 октября 2000 года Римским Папой Иоанном Павлом II вместе с группой 120 китайских мучеников.
День памяти в Католической Церкви — 9 июля.

## Источник
- George G. Christian OP, Augustine Zhao Rong and Companions, Martyrs of China, 2005, стр. 87  (англ.)